# 赤石暴动烈士陵园
27°41′15″N 117°59′54″E / 27.68750°N 117.99833°E
赤石暴动烈士陵园是位于福建省武夷山市武夷街道的一座烈士陵园。
1942年6月17日，崇安县（武夷山市前身）发生赤石暴动。19日，59名被囚中共人员在相邻的角亭村虎山庙被集体处决，仅一人幸存。这次集体处决，又被称为虎山庙大屠杀。6月15日至23日期间，虎山庙大屠杀连同在武夷山的大安、兴田等地，共计有73人被处决。其中有56名中共党员，8名女性。两人为姐弟，两人为夫妻。
1956年，崇安县为73名烈士在赤石暴动原址修建了陵园，1976年重建。1961年，福建省人民委员会以“赤石暴动地址”之名列为福建省第一批文物保护单位，立有“赤石暴动地址”文物保护碑。
2005年，中共中央宣传部、国家发改委、国家旅游局等部门将赤石暴动旧址列入《全国一百个红色旅游经典景区》和《全国三十条红色旅游精品线》；2007年11月，福建省人民政府授予“福建省国防教育基地”称号。2008年，陵园再次进行扩建，建设赤石暴动纪念馆。现占地88亩，有牌坊、纪念馆、烈士墓、悼念广场、纪念长廊、纪念亭、接待服务中心等建筑。2016年，民政部将赤石暴动烈士陵园列为第六批国家级烈士纪念设施。